# Atylostoma tricolor
Atylostoma tricolor là một loài ruồi trong họ Tachinidae.